# Erminio Bullio
Erminio Bullio (Piedicavallo, 2 settembre 1905 – Torino, 12 settembre 1985) è stato un imprenditore italiano.
Costruttore di opere d'Ingegneria civile, ha fondato, assieme ai suoi fratelli Ferdinando, Mario e Valter, la Società in nome collettivo "Impresa Fratelli Bullio", che è stata attiva dagli Anni 1930 agli anni 1970.
Erminio Bullio è stato un tipico rappresentante, ancorché epigone, di quei Valit (valligiani) dell'Alta Valle Cervo che Valerio Castronovo ha compreso tra "I Cercatori di fortuna" del Biellese, in particolare costruendo importanti patrimoni d'impresa nel settore delle costruzioni, in estensione del mestiere tradizionale di "Picapere", muratori e scalpellini specializzati nella lavorazione della Sienite di cui l'Alta Valle è ricca.

## Biografia
Nasce a Montesinaro, una piccola frazione di Piedicavallo, al fondo della più lunga e profonda vallata dell'Alto Biellese, la Valle Cervo, il 2 settembre 1905 da Maria Valz-Cominet e dall'omonimo Erminio senior.

### Origini e contesto famigliare
I Bullio erano giunti alla fine del XVI secolo dalla vicina Valle del Lys mentre i Valz-Cominet si suppone fossero di origine Walser svizzero-tedesca, stante i dati riportati nei registri di Battesimo della Parrocchia di Campiglia Cervo.
Nel XVIII secolo, Giò Buglio, del comune di Montesinaro, risulta essere il Primo Console a capo del Consiglio Comunale di Piedicavallo. Piedicavallo è un austero e piccolissimo borgo alpino di un migliaio di anime, i suoi abitanti sono perlopiù tagliapietre (scalpellini) e muratori fino alla metà dell'800 e poi allevatori di bestiame o impresari all'estero. Lo spirito associazionistico dei Valit e la loro alta specializzazione e produttività, da loro notevoli vantaggi competitivi: si distinguono sotto i Savoia nella costruzione delle fortificazioni alpine in Piemonte e Savoia (Forte di Exilles, Forti dell'Esseillon, Forte di Fenestrelle, Forte di Bard) e con l'avvento di Napoleone I partecipano alla costruzione di importanti strade strategiche. Le imprese associate della Valle costruiscono le strade di valico del Colle del Moncenisio e del Passo del Sempione. Le opere proseguono durante e dopo la Restaurazione soprattutto nel Parmense. Con lo Stato unitario proseguono i cantieri delle grandi opere d'infrastruttura per le comunicazioni come l'Arsenale militare marittimo della Spezia, le ferrovie sarde, le opere di galleria e i ponti a miglioramento del sistema viario.
I membri della famiglia Bullio partecipano come capomastri ed impresari a queste opere. Le attività sono redditizie e i Bullio partecipano alla comunità, costituendo a Montesinaro: "fin dall'anno 1828, con un primo lascito della somma di Lire 200 da parte del Sig. Bullio Giovanni Batta Onorato, (...) un fondo denominato 'Beneficio Scolastico di Montesinaro' il quale ha lo scopo l'istruzione gratuita dei fanciulli della Borgata, indipendentemente dall'obbligo del Comune". Sempre grazie ad un lascito del Sig. Valz-Comin Gio. Batta, viene fondato a Montesinaro l'Asilo Infantile.
Il padre di Erminio è un Impresario e lavora, associandosi ad altri Valligiani e in particolare ai Maciotta, nella Maurienne francese (Moriana) , ricostruendo dighe e opere di canalizzazione anche lungo i torrenti dei vicini dipartimenti francesi dell'Isere, della Durance e delle Basse Alpes.
Erminio è il secondo di 5 figli, ma il primo a fare l'Impresario. Jolanda era nata nel 1902, Ferdinando nel 1909, Lauro Mario nel 1914 e Valter nel 1920.

### Formazione ed attività imprenditoriale
Tra il 1921 e il 1926 Erminio si forma presso l'Istituto Industriale Quintino Sella di Biella dove consegue l'abilitazione di Perito Costruttore edile stradale ed idraulico. Chiamato a prestare servizio di leva nel 1926, verrà riformato per deficienza del perimetro toracico.
Erminio e il fratello Ferdinando iniziano a lavorare come impiegati in Sardegna e, intorno al 1930, insieme agli altri due fratelli Mario e Valter, costituiscono la Società in nome collettivo "Impresa Fratelli Bullio" con sede a Padova in Via San Biagio 6. Si associano con altri due Impresari valligiani, Giovanni Sola e Angelo Peraldo e partecipano ad importanti lavori.
Tra il 1935 e il 1937, il Genio Militare di Bolzano, commissiona la costruzione delle caserme del IV Genio e del 232 Fanteria. La prima grande opera commissionata dal Ministero delle Comunicazioni è la Galleria San Rocco e il cavalcavia Bianchetti a Genova in Porta Principe. I lavori, iniziati nel 1939, dal giugno del 1940 subiscono rallentamenti e sospensioni a causa della Guerra e vengono ripresi solo nell'estate del 1945 e collaudati nel 1947.
Nel 1942 l'Impresa F.lli Bullio spostava la sua sede a Genova, in Piazza Dinegro 6, e veniva iscritta nell'Albo Nazionale degli Appaltatori di Opere Pubbliche per Opere terra-murari, edili ed in cemento armato.
Nel 1943 la Società Idroelettrica Piemonte (SIP) S.p.A. commissiona l'impianto idroelettrico e le opere annesse con canale in galleria e condotta forzata, opere varie e canali di scarico, sul Fiume Po a San Raffaele Cimena. Entrerà in funzione nel 1949 e per l'importo di 2 miliardi.
Nel 1944 l'impresa cambia di nuovamente sede spostandosi a Torino prima in Via Roasio 1, poi in Piazza San Carlo 197. Nello stesso anno Erminio entra a far parte come Partigiano delle Brigate Garibaldi (5ª Divisione d'Assalto "Piemonte"). Nel novembre del 1945 un documento dell'Unione degli Industriali della Provincia di Genova attesterà che l'Impresa "non ha collaborato col nemico".
L'Impresa Fratelli Bullio si afferma come costruttore di opere civili, soprattutto per impianti idroelettrici:
- Gallerie idrauliche Serbatoi sul Fiumendosa e sul Rio Mulargia, provincia di Cagliari, 1953-1958[5];
- Diga e Impianto idroelettrico sul Basso Piova a Castellamonte, provincia di Torino, 1954 - 1956;
- II lotto dell'Impianto idroelettrico di Sarentino, in località Ponticino, provincia di Bolzano, 1957-1960;
- Opere preliminari e Impianto idroelettrico del Taloro,  secondo salto, a Teti, Barbagia, provincia di Nuoro, 1959 - 1962;
- Impianto idroelettrico a Pracomune, nel Comune di Ultimo, provincia di Bolzano, 1963 - 1967[6];
- Opere stradali (Strada Valle di Sarentino da Bolzano a Rio Avigna);
- costruzioni residenziali (Condomini di Corso Sebastopoli 259 e di Via Roasio 1 a Torino).

Nel 1970, con i primi segni della imminente crisi petrolifera italiana, si scatenano anche dei dissidi tra Erminio e il fratello Mario che mineranno per sempre i rapporti familiari e porteranno alla liquidazione dell'Impresa nel 1976.

### Vita privata
L'appalto a Bolzano permette al timido Erminio di conoscere una giovane ed esile donna tutta dedita alla pittura, al ricamo e al violino: è Maria Aloisia Hofraiter. Suo padre Fredrich, appassionato filatelico di origini bavarese, all'epoca dirige la Etschwerke, che aveva già cambiato il nome sotto Mussolini in "Azienda Elettrica Consorziale delle Città di Bolzano e Merano (AEC)".
I due giovani fidanzati convolano a nozze il 25 maggio 1940.  Dalla loro unione, il 23 settembre 1941, nascerà Elena, la loro unica figlia, che crescerà in compagnia della dolce nonna materna Frau Paoline Brandt, classe 1885, vissuta sempre in casa con Erminio e Aloisia prima a Genova, poi sfollata a Piedicavallo durante la Guerra e finalmente a Torino prima nella villetta in Via Giacomo Medici e poi nell'elegante condominio di Corso Montevecchio al numero 48.
Con la liquidazione dell'Impresa familiare, la compagine dei fratelli Bullio si dissolve. Valter, il più giovane e l'unico che si laurea in Ingegneria, è deceduto il 16 gennaio 1954 in un incidente durante un'escursione in montagna vicino a Cagliari. Ferdinando si è già trasferito a Roma, ai Parioli, dove vive con sua sorella Jolanda per stare vicino alla sua unica figlia Silvana che nel frattempo è convolata a nozze con Franco Medici, figlio di Giuseppe Medici, politico di primo piano e più volte Ministro e la nipote Olimpia. Mentre Ferdinando si dà alla bella vita, alle serate Rotariane e ai progetti lavorativi in Sud America, Erminio fa i conti con il divorzio della figlia Elena dal giovane Ing. Carlo Sereno, all'epoca suo collaboratore, e si gode la sua unica nipote Alessandra che circonderà di attenzioni amorevoli fino al giorno in cui, a seguito della frattura del femore, morirà, per complicazioni polmonari post operatorie, il 12 settembre 1985 a Torino.

## Principali opere d'ingegneria civile
Due schede di sintesi, estratte dall'Archivio dell'Associazione Erminio Bullio:

### Impianto idroelettrico di Pracomune - Comune Di Ultimo - Provincia Di Bolzano
- Appalto: Ente Nazionale per l'Energia Elettrica (ENEL), Costruzione di Opere all'aperto (strade, canali, opere di sovralzo e fabbricati) e di Opere in sotterraneo (Gallerie d'accesso, di derivazione e di scarico; Condotta forzata; Pozzi piezometrici; Centrale in caverna), Lavori vari relativi ai montaggi condotta forzata, ecc.
- Durata dei lavori:  Prima consegna parziale dei lavori 08/07/1963, Ultimazione lavori 31/10/1967
- Caratteristiche delle opere in sotterraneo: sviluppo complessivo di ml. 5907, Pressione d'esercizio gallerie atm. 8,5.
- Natura dei terreni attraversati: Formazioni di filladi milonitiche, ortogneiss, cornubianiti, micascisti, in grande parte degradate e fortemente movimentate da ondulazioni, faglie ed intersezioni lenticolari e con punte di venute d'acque fino a 210 lt/sec. Tratte di scavo non armato ml. 1.165, Tratte di scavo armato ml. 4.742
- Principali categorie dei lavori eseguiti: Scavi all'aperto, m³ 86.797, scavi in galleria, m³ 104.241, Calcestruzzi all'aperto, m³ 8.919, Calcestruzzi in galleria, m³ 46.323, Ferri tondi e profilati per armature, ton. 2.635
- Attrezzature impiegate - Gallerie in piano. Per scavi : Jumbo Ingersoll a 3 braccia, carri mobili con 4 perforatori,  vagon-drill,  pale ad aria compressa, treno-bunker, vagoni Muhlhauser. Per rivestimenti: casseri telescopici, treno-beton, pompe di lancio. - Pozzi: per scavi attrezzature Alimak; per rivestimenti casseri rampanti con comandi idraulici e pompe di lancio - Condotta forzata: per scavi attrezzature Alimak, per i getti di intasamento delle tubazioni pompe pneumatiche e tubi di lancio.
- Gli inerti sono stati prodotti con due impianti di frantumazione, vagliatura e lavaggio, utilizzando detriti di scavo e materiali di depositi alluvionali. Potenza cabine di trasformazione KVA 1.600
- IMPORTO COMPLESSIVO DEI LAVORI: Importo al netto del valore del cemento e dell'energia elettrica forniti per contratto direttamente dalla Committente £.5.490.073.052,=

### Galleria di collegamento dei serbatoi sul Flumendosa e sui rio Mulargia ed opere accessorie
- Appalto: Ente Autonomo del Flumendosa - Cagliari, Costruzione della Finestra, della Galleria, del Pozzo di manovra, del Cunicolo prove, del Canale allo sbocco, e della Strada di accesso alla finestra.
- Durata dei lavori: Inizio lavori galleria, dallo sbocco 15/05/1953, dalla finestra 01/10/1954, Ultimazione lavori 28/09/1958 (durante l’esecuzione i lavori hanno subito sospensioni e rallentamenti per sostanziali varianti apportate al progetto originario). Collaudo eseguito in corso d'opera.
- Caratteristiche della galleria: Finestra alla progr. 4990 dallo sbocco ml. 202, Lunghezza complessiva della galleria ml. 5.752, Sezione libera circolare del Ø m1.4,00 m² 12,56, Sezione media di scavo m²19,10, Sezione media di rivestimento m²7,21, Pressione di esercizio Atm, 8,50
- Natura dei terreni attraversati: 21% Conglomerati, brecce, turi porfirici. 19% Argille e scisti filladici. 9% Scisti neri ardesiaci fortemente alterati. 51% Scisti verdi quarzosi feldspatici (porfiroidi), con argillificazione e caolinizzazione dei feldspati per venute d'acqua in corrispondenza delle frequenti diaclasi. La galleria è stata robustamente armata par il 52%, e non armata o leggermente armata per il 48%.
- Principali categorie dei lavori eseguiti: Scavi m³ 129.500, Calcestruzzi m³ 59.600, Ferro per anelli di rivestim. armato kg. 370.000, Fori per iniezioni ml. 5.100, Iniezioni di miscela cemento-sabbia q.li 41.500
- Metodi ed Attrezzature impiegate: Sono stati installati un cantiere allo sbocco ed uno alla finestra. Gli scavi sono stati eseguiti procedendo prima alla apertura del cunicolo di avanzamento, e poi all'allargo, con l'impiego simultaneo di otto martelli perforatori e demolitori per ogni attacco. Sono stati eseguiti rivestimenti contro roccia nelle tratte con scavo non armato e leggermente armato, e prerivestimenti ad anelli interni di rivestimento armato nelle tratte in terreni spingenti. Per ritardata consegna dell'attacco della Finestra gli scavi sono stati eseguiti dallo sbocco per una lunghezza di ml. 4168. Lo smarinaggio è stato eseguito con l'impiego di pale pneumatiche e di vagoni della capacità di m³ 2. Per i rivestimenti si cono impiegate casseforme metalliche telescopiche, carro portaforme, e ponti mobili di servizio, eseguendo i getti parte a mano e parte con pompe pneumatiche. Gli inerti per tutte le opere murarle sono stati ricavati dalla frantumazione e vagliatura di rocce basaltiche, con integrazione di circa l’8% di sabbia di fiume. L'intonaco è stato incorporato nei getti. La potenza installata nelle cabine di trasformazione allo sbocco ed alla finestra è stata di KVA 300 per cabina.
- Avanzamenti medi galleria per giornata lavorativa e per attacco: Cunicolo di avanzamento della sezione di m² 10 ml./g. 10,35. Anelli di rivestimento ml./g. 21,40
- Risultati geometrici dei tracciamenti: Errore max di incontro planimetrico mm.17, Errore max di incontro altimetrico mm. 11
- IMPORTO COMPLESSIVO DEI LAVORI per le opere all'aperto e in galleria £ 3.005.660.430, =

### Sinossi delle principali opere d'ingegneria civile
| Appalto | Durata dei lavori | Durata dei lavori | Importo dei Lavori | Importo dei Lavori         |
| Appalto | Inizio            | Fine              | Storico (LIT)      | Attualizzato al 2014 (EUR) |
| --- | ----------------- | ----------------- | ------------------ | -------------------------- |
| Genio Militare di Bolzano, Costruzione delle caserme del IV Genio e del 232 Fanteria. - Bolzano | 1935              | 1937              | nd                 | nd                         |
| Ministero delle Comunicazioni, Costruzione della Galleria San Rocco e del cavalcavia Bianchetti - Genova in Porta Principe | 1939              | 1947              | nd                 | nd                         |
| Società Idroelettrica Piemonte (S.I.P.) S.p.A., Costruzione dell'impianto idroelettrico e delle opere annesse con canale in galleria e condotta forzata, opere varie e canali di scarico, sul Fiume Po - San Raffaele Cimena, Torino | 1943              | 1949              | 1.820.000.000      | 33.685.889,88              |
| Ente Autonomo del Flumendosa - Cagliari, Costruzione della Galleria di collegamento dei serbatoi sul Flumendosa e sul Rio Mulargia e delle opere accessorie - Orroli, Cagliari                                                       | 1953              | 1958              | 3.005.660.430      | 45.807.732,18              |
| Società Idroelettrica - Basso Piova, Costruzione impianto idroelettrico sul Basso Piova - Castellamonte, Torino | 1954              | 1956              | 242.000.000        | 3.688.198,13               |
| Trentina di Elettricità S.p.A., Costruzione II lotto dell'Impianto idroelettrico di Sarentino - Sarentino, Bolzano | 1957              | 1960              | 2.036.000.000      | 27.673.015,64              |
| Società Idroelettrica del Taloro, Impianto idroelettrico del Taloro. Costruzione gallerie ed opere accessorie - Teti, Nuoro | 1959              | 1962              | 1.422.563.258      | 18.914.220,40              |
| Ente Nazionale per l'Energia Elettrica (ENEL), Impianto Idroelettrico Di Pracomune - Ultimo, Bolzano | 1963              | 1967              | 5.490.073.052      | 56.783.143,35              |